# De Bommellegende
Tom Poes en de Bommellegende of kortweg De Bommellegende is het 90ste verhaal uit de Bommelsaga, geschreven en getekend door Marten Toonder. Het verhaal verscheen voor het eerst op 5 juli 1960 liep tot 3 oktober van dat jaar.
Het is het vierde verhaal in de reeks Tom Poes-tekststrips waarin tijdreizen centraal staat.
Het verhaal is ook uitgegeven als boekje, met ondertekst. Een jaartal en de uitgever staan er niet in vermeld.

## Samenvatting
Heer Bommel wordt door professor Sickbock op tijdreis gestuurd aan de hand van een moeilijk te begrijpen en mogelijk fatale boodschap. De professor heeft deze keer niet echt kwade bedoelingen en laat heer Bommel op verschillende snelheden voor en achteruit door de tijd reizen. De techniek is veel te ingewikkeld voor Tom Poes, maar deze keer vernietigt hij de machines niet. Hij begrijpt uiteindelijk wel hoe en waar hij heer Bommel kan redden. De professor is achteraf zelfs blij dat het experiment goed afgelopen is.

## Hoorspel
- De Bommellegende in het Bommelhoorspel